# Eddy de Heer
Eddy de Heer, född 7 oktober 1924, död 3 september 2007 i Leiden, var en nederländsk musikproducent och låtskrivare. Han är berömd från gruppen The Shorts, som 1983 hade en hit med låten Comment ça va.